# Gröbmingbach
Der Gröbmingbach ist ein Wildbach im Kemetgebirge in Österreich. Er mündet in den Salzabach. Der Hofmanningbach fließt in den Gröbmingbach hinein. In Gröbming fließt der Bach durch einen schmalen Kanal, auf der gegenüberliegenden Seite stehen Häuser, wodurch dieser Teil umgangssprachlich auch "Gröbminger Venedig" genannt wird.

## Name
Der Fluss wird im Jahr 1367 als Grebnich erstmals urkundlich genannt. Der Ort Gröbming tritt schon vor 1139 (Grebin) schriftlich in Erscheinung. Der Name leitet sich vom slawischen *Grebъnika ab und kann als 'Kammbach' übersetzt werden.

## Verlauf
Der Bach entspringt in der Nähe der Rahnstube und endet in Krottendorf (Gemeinde Mitterberg-Sankt Martin). Er fließt unter anderem, teils unterirdisch, durch Gröbming sowie durch mehrere kleine Weiler, z. B. Tischlmühle, Neuhäusl und Schleinsam.